# Стівен Дюк-Маккенна
Стівен Вінстон Дюк-Маккенна (англ. Stephen Winston Duke-McKenna, нар. 17 серпня 2000, Ліверпуль) — гаянський футболіст, півзахисник клубу «КПР». Виступав, зокрема, за клуб «КПР», а також національну збірну Гаяни.

## Клубна кар'єра
Народився 17 серпня 2000 року в місті Ліверпуль. Вихованець юнацької команди «Евертона», у складі якого 7 грудня 2018 року потрапив до заявки на поєдинок групового етапу Ліги Європи проти «Аполлона» (Лімасол). Допоміг «Еветону» обіграти «Ноттінгем Форест» (2:1), відзначившись першим голом.
15 червня 2018 року підписав професіональний контракт з «Болтон Вондерерз». У сезоні 2018/19 років виступав за резервну команду «Болтона» в Лізі професіонального розвитку
27 серпня 2019 року підписав контракт з КПР, де також виступає в Лізі професіонального розвитку.

## Виступи за збірну
У жовтні 2018 року отримав виклик у збірну Гаяни. Дебютував у національній команді 20 листопада 2018 року в поєдинку кваліфікації Кубку націй КОНКАКАФ проти Французької Гвіани. Стівен вийшов на поле на 74-й хвилині, замінивши Коліна Нельсона. 
30 травня 2019 року потрапив до остаточного списку гравців, які поїхали на Золотий кубок КОНКАКАФ.